# Crocidura olivieri martiensseni
Crocidura olivieri martiensseni es una subespecie de musaraña (mamífero placentario de la familia Soricidae).

## Distribución geográfica
Se encuentra en África.